# もりなつこ
もり なつこ（2月15日生）は、日本の女性声優。かつてはオフィスPACに所属していた。

## 出演

### テレビアニメ
- 牙狼〈GARO〉-炎の刻印-（2015年、領主の妻）
- ルパン三世 PART IV（2015年、ウェイトレス）
- 牙狼 -紅蓮ノ月-（2015年 - 2016年、正宗の妻）

### 吹き替え
- ヴァレリアン 千の惑星の救世主（女性管制官1[1]）
- オースティン&アリー
- クリミナルマインド8
- GODZILLA ゴジラ（コージの母[2]）
- 新 ルーニー・テューンズ
- スーパーマンIII/電子の要塞 ※WOWOW追加収録版
- THE MENTALIST/メンタリストの捜査ファイル5
- ノーリミット2
- ビッグバン★セオリー/ギークなボクらの恋愛法則6（アレックス）
- ホワイトカラー5
- レバレッジ 〜詐欺師たちの流儀5
- THE BLACKLIST/ブラックリスト
- 主任警部アラン・バンクス3
- ナースジャッキー5
- ダンシング・クィーン（リンダ）
- ムードインディゴ（薬剤師）
- キャプテン・アメリカ
- マイティ・ソー/ダーク・ワールド
- メン・アット・ワーク
- MAD MEN マッドメン5（ドーン）
- Dr.HOUSE7
- FAGO/ファーゴ（リンダ）
- 奇皇后（ウヒ）
- LAW & ORDER:Trial by Jury
- カンペキ・ボーイ（ネヴェア）
- マイケル・J・フォックス・ショウ
- ワンダーウーマン（マリー[3]）
- ハッピー・デス・デイ
- ホテル・ムンバイ（ザーラ〈ナザニン・ボニアディ〉）
- Marvel ジェシカ・ジョーンズ（ロビン〈コルビー・ミニフィー〉）

### アニメ
- とびだしはあぶないぞ！むしむし村の交通安全（ヒカリのママ、ヒカリのおばあちゃん、ヨーコおばさん）
- じしんがきたらどうする？むしむし村の防災訓練（カマル）

### ゲーム
- ライトニング リターンズ ファイナルファンタジーXIII（2013年）
- ファイナルファンタジーVII リメイク（2020年）
- ファイナルファンタジーVII リバース（2024年）

### ボイスオーバー
- チーム対抗目利きチャンピオン
- モーガン・フリーマンが語る宇宙4
- アメ車カスタム専門 カウンティング・カーズ
- 世界の奇妙な風習
- マーサ・スチュワート・ショー
- アメリカお宝鑑定団ポーンスターズ
- 物言わぬ目撃者/Animal Witness

### テレビドラマ
- ラブラブエイリアン 第22話 (2016年9月8日、フジテレビ) - 韓国人女優の声

### ラジオ
- あなたの背中を押したいラジオ（2021年1月 - 、ラジオフチューズ）

### 舞台
- マクベス（マクダフ夫人）
- 朗読劇 さぶ（おすえ）
- ジョン＝フリック物語
- ハムレット（ハムレット）
- スネオの記憶
- あるかいっく・すまいる
- ミラージュ
- 納豆豆腐
- 見よ、飛行機の高く飛べるを（安達貞子）
- 間違いの喜劇（エドリエーナ）
- 浅葱風の息吹
- パパアイラブユー（ジェーン=テート）
- メイ・ストーム-花のもとにて-（結城亜希子）